# Hörselberge

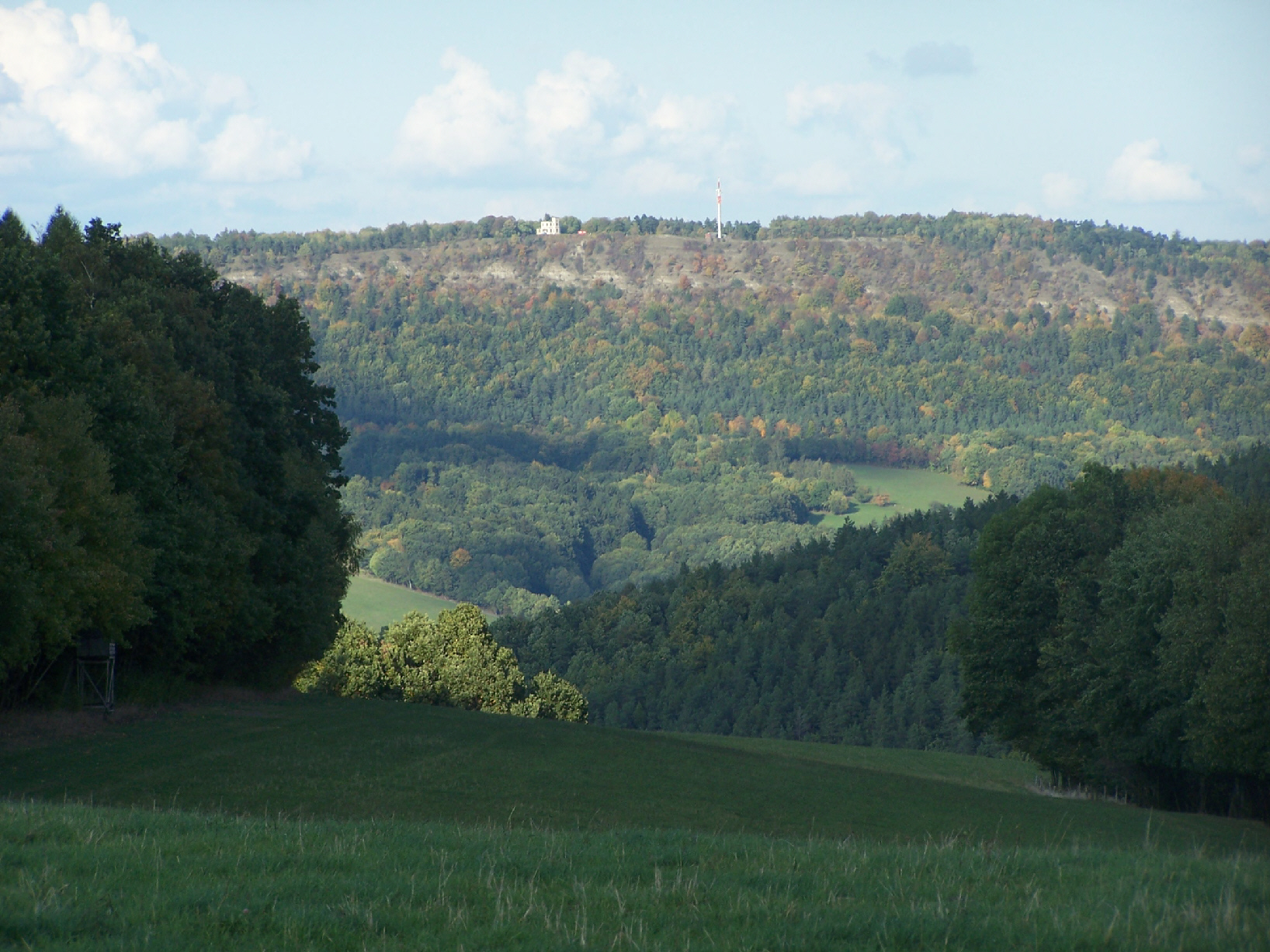
Der Große Hörselberg

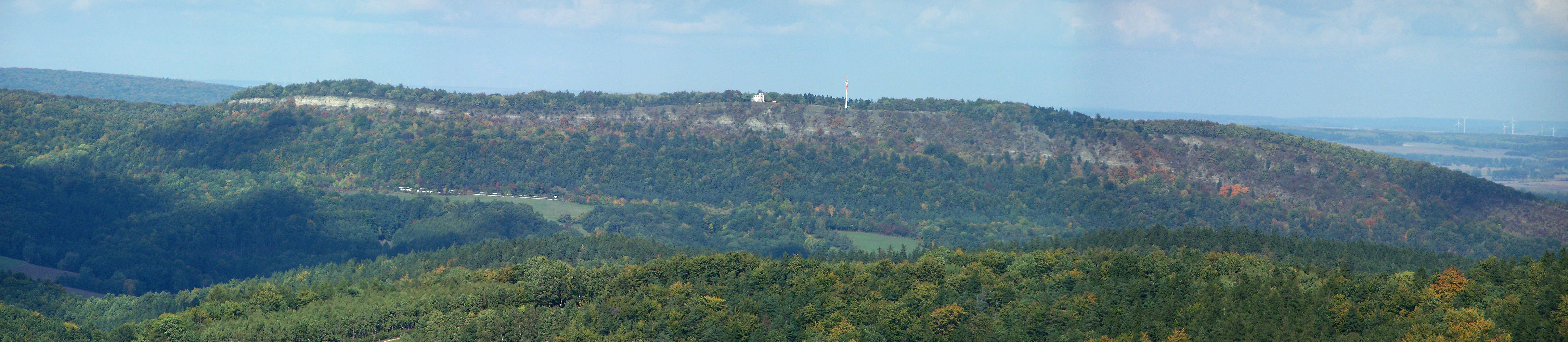
Der Große Hörselberg

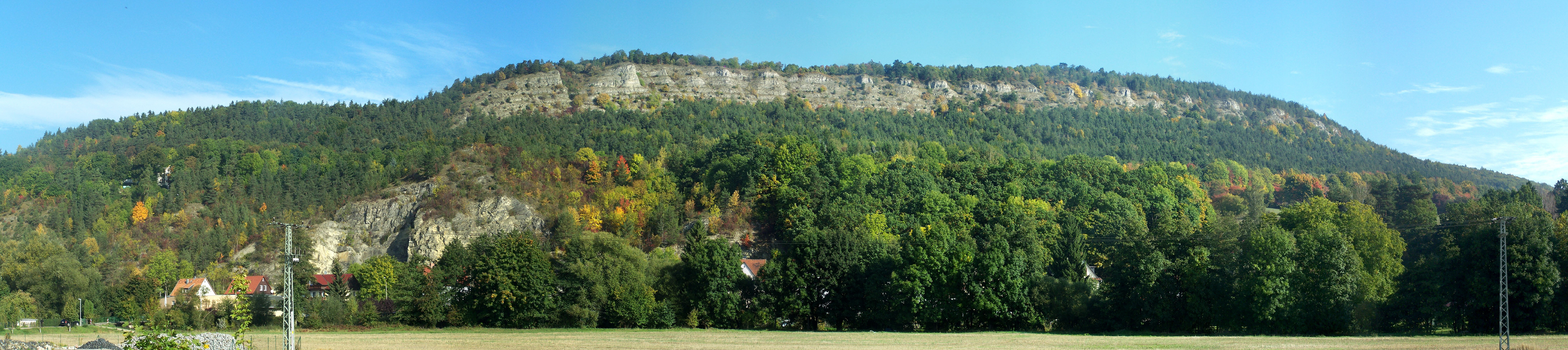
Der Kleine Hörselberg

Die Hörselberge sind ein bis 484,2 m ü. NHN hoher und etwa 6 km² großer Höhenzug nahe Eisenach im Wartburgkreis im westlichen Teil Thüringens.

## Geographie

### Lage
Die markanten und teilweise bewaldeten Hörselberge sind Teil der Umrahmung des Thüringer Beckens und begrenzen die sich südwestlich an das eigentliche Thüringer Becken anschließende Beckenlandschaft des Westthüringer Berg- und Hügellandes südlich. Sie erstrecken sich in Ostsüdost-Richtung etwa 5 bis 11 km (Luftlinie) ostsüdöstlich von Eisenach auf dem Gebiet der Gemeinden Hörselberg-Hainich (in Osten und Norden) und Wutha-Farnroda (im Westen).
Unweit nördlich der Hörselberge befinden sich der Naturpark Eichsfeld-Hainich-Werratal und der Nationalpark Hainich, südlich erstreckt sich der Naturpark Thüringer Wald.

### Erhebungen
Zu den Hörselbergen gehören folgende Erhebungen, Nebenkuppen und spornartige Hangpartien – sortiert nach Höhe in Meter (m) über Normalhöhennull (NHN), mit Nennung der Gemarkungen (G.):
- Großer Hörselberg (⊙; 484,2 m)[1]; G.: Hastrungsfeld
- Großer Herrenberg (⊙; 452 m[1]); G.: Burbach und Melborn
- Kleiner Hörselberg (⊙; 436,2 m)[1]; G.: Wutha, Kahlenberg, Großenlupnitz, Wenigenlupnitz
- Kleiner Herrenberg (⊙; 430,7 m[1]); G.: Burbach und Melborn
- Alte Wacht (⊙; 416,6 m[3]); G.: Hastrungsfeld
- Herrenberg (⊙; 366,2 m)[1]; G.: Burbach und Kahlenberg
- Huhrodt (⊙; 368,6 m)[1]; G.: Melborn
- Hühnerberg (⊙; 360 m[3]); G.: Melborn
- Trenkelberg (⊙; 327,7 m[1]); G.: Großenlupnitz
- Sperrlingskuppe (⊙; 300 m[3]); G.: Sättelstädt

Der Kleine Hörselberg, Herrenberg und Großer Hörselberg haben bis zu 75 m hohe Muschelkalk-Steilstufen nach Süden zur Hörsel und flach abfallende Hügellandschaften nach Norden zur Nesse.

## Geologie
Die Hörselberge bestehen aus Muschelkalk und Buntsandstein.

## Pflanzen
Zur Flora der Hörselberge gehören (alphabetisch sortiert):
| - Buschheide - Gräser - Haselgebüsch - Mischwald | - Nadelwald - Orchideen - Steinmispel - Steppensegge - Weißdorn |

## Geschichte

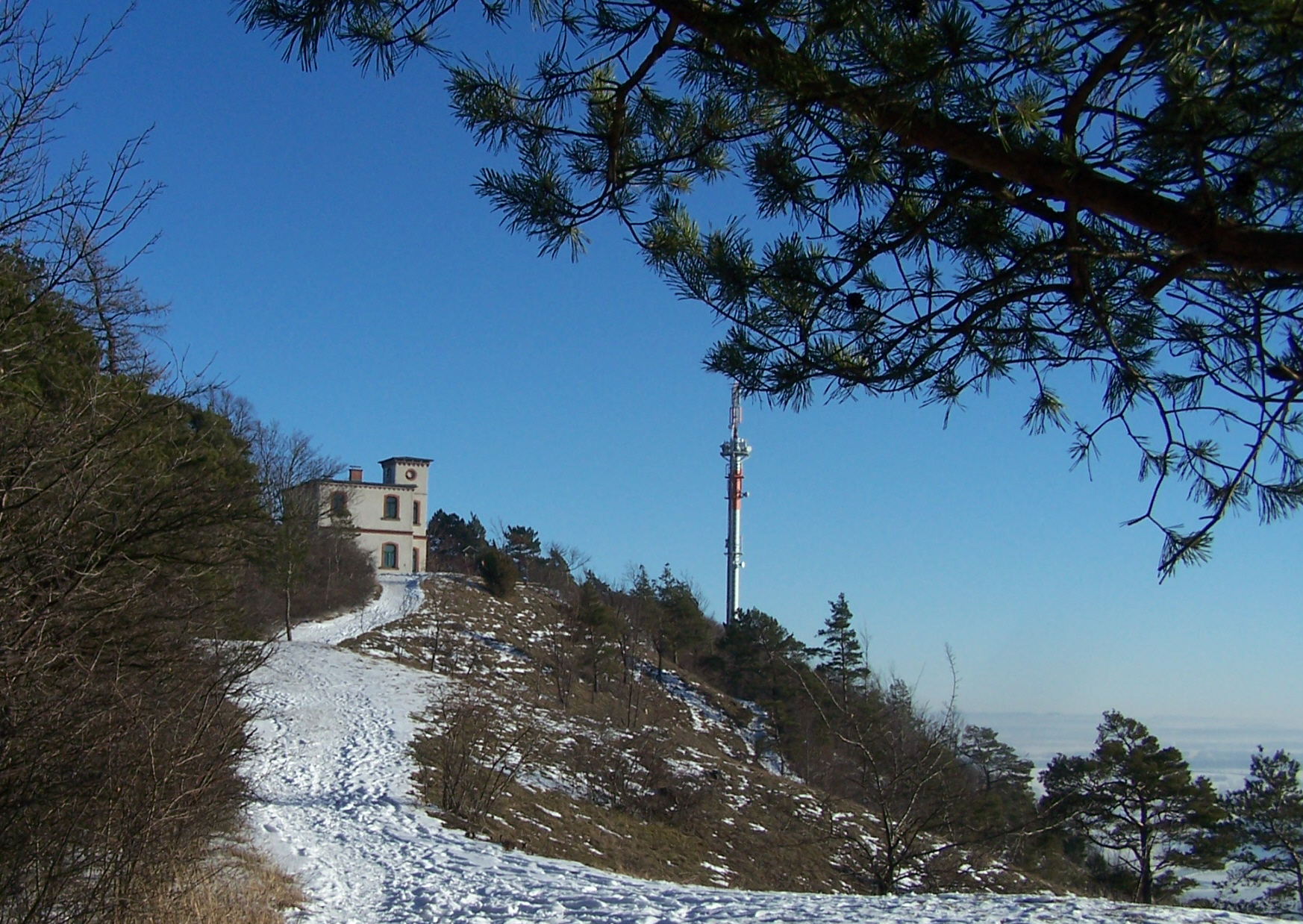
Am winterlichen Hörselberghaus

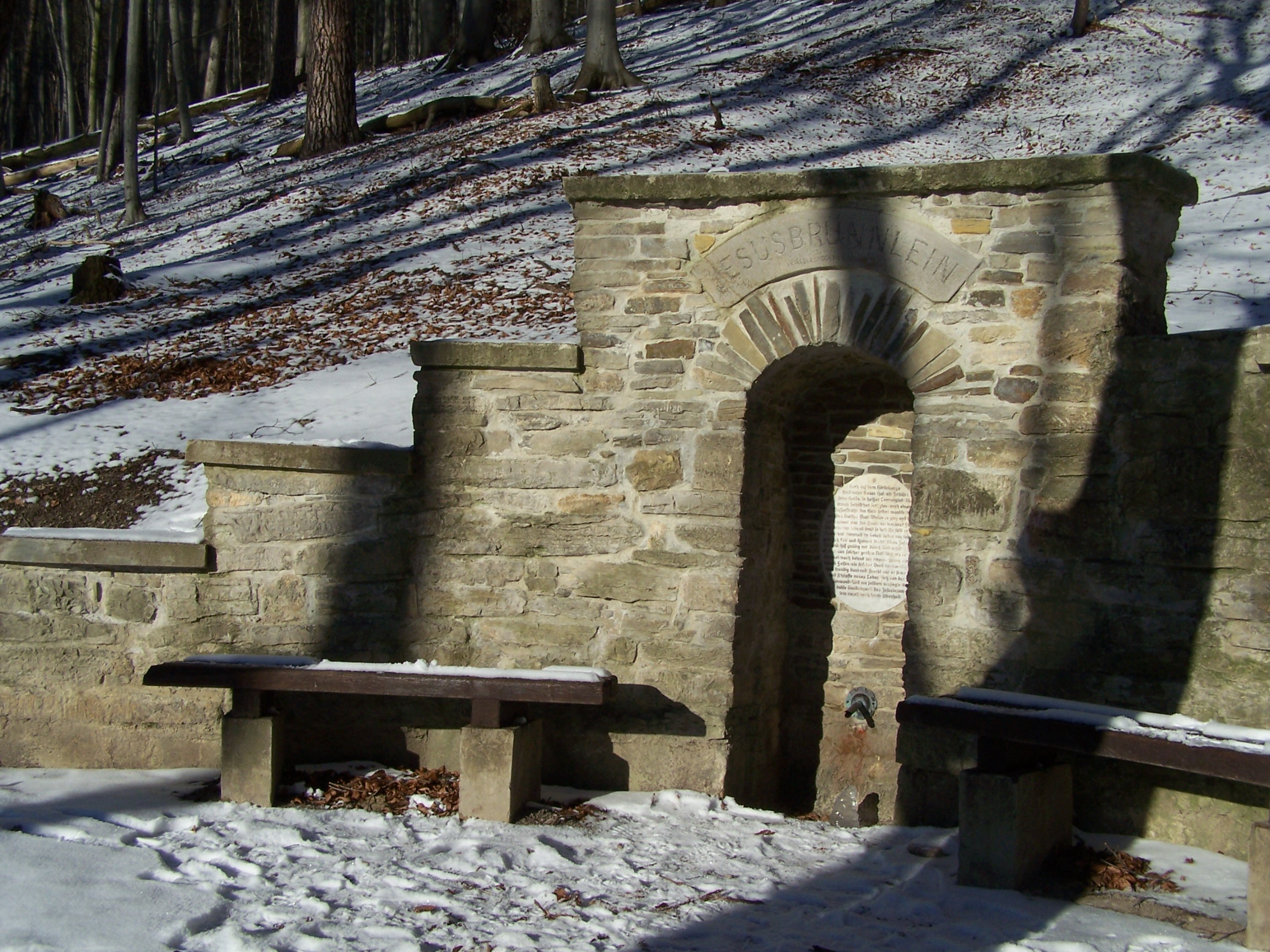
Das Jesusbrünnlein

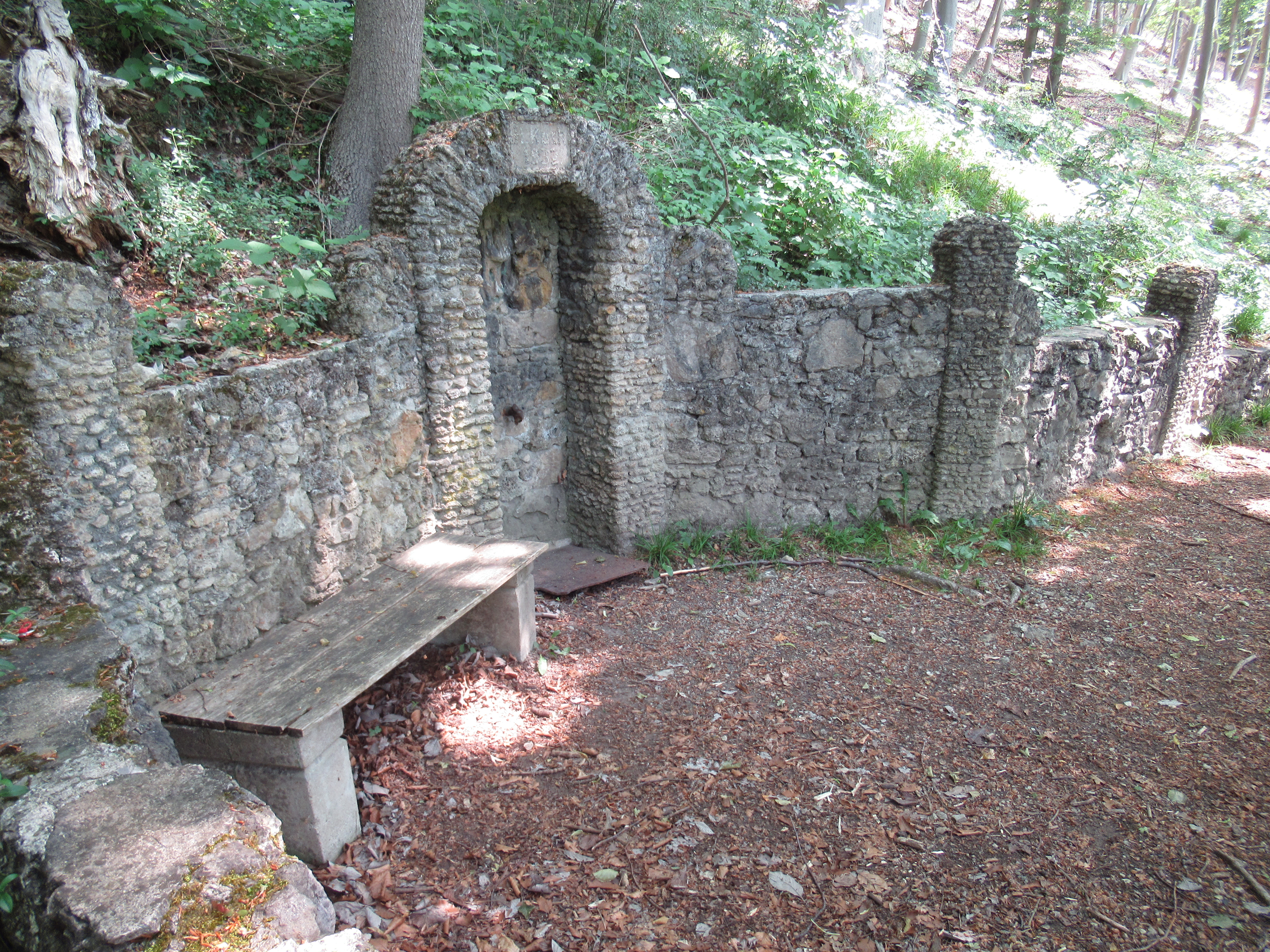
Kochs Brünnchen

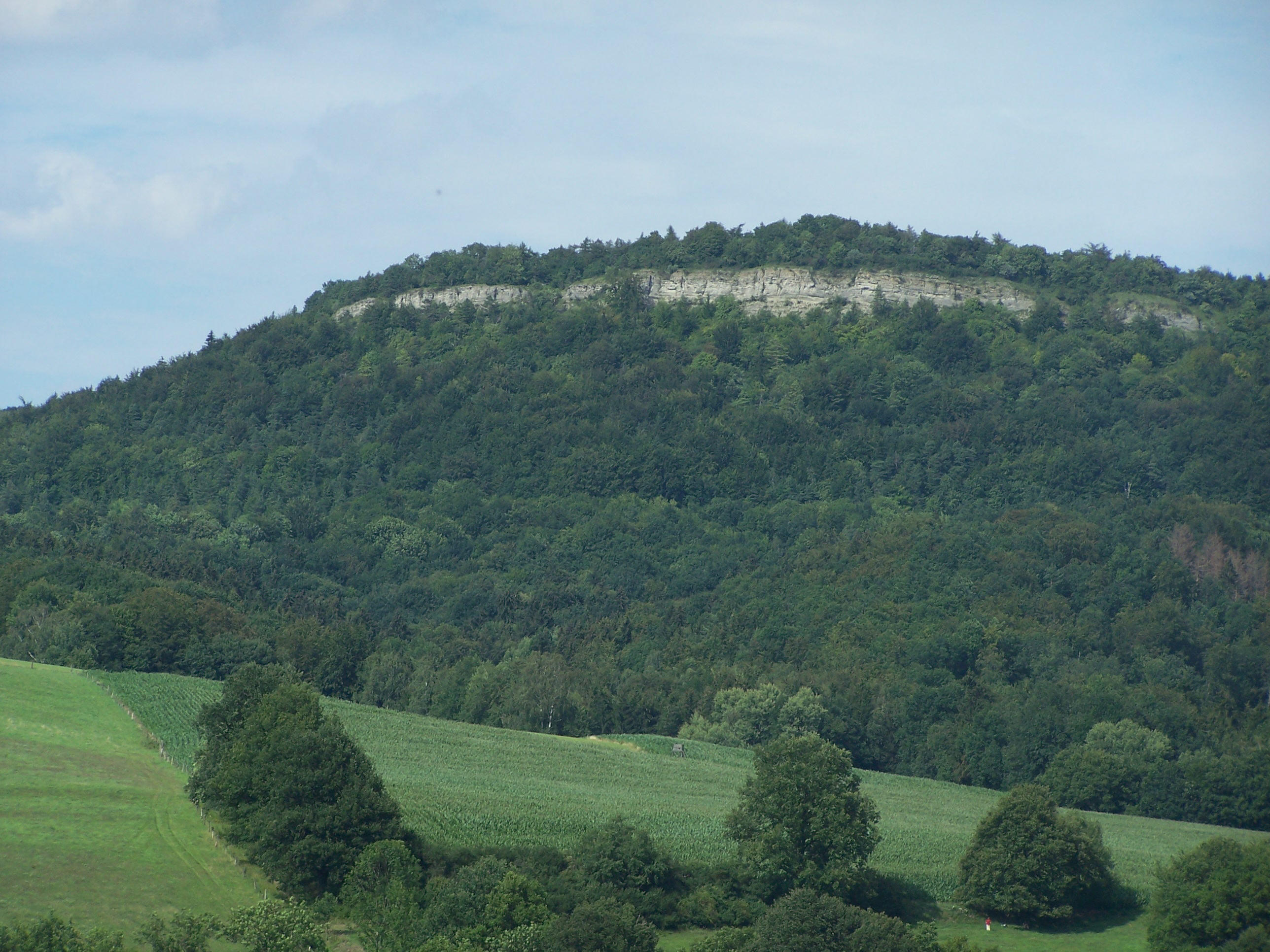
Das Westhorn des Großen Hörselberges

Die Hörselberge waren bereits in vor- und frühgeschichtlicher Zeit bekannt und galten als Wohnort der Götter. Der hier durch mehrere Volkssagen belegte Frau-Holle-Kult ist mit dem Hörselloch verbunden. Der Geograph und Universalgelehrte Johann Gottfried Gregorii (Melissantes) verbreitete eine Beschreibung der Hörselberge und deren Sagenwelt in seinem Berglexikon zu Beginn des 18. Jahrhunderts im deutschsprachigen Raum. Dessen auf Ortsbegehung basierenden Sagenüberlieferungen waren neben Achim von Arnim und dessen Freund Wilhelm Grimm noch ein Jahrhundert später, genau wie anderen Schriftstellern der Romantik, bestens bekannt, als diese ihre Texte zu den Hörselbergsagen niedergeschrieben haben.
Die Hörselberge werden auch mit dem Venusberg der Tannhäuser-Sage identifiziert. Richard Wagner wurde an der Venusgrotte zu seiner Oper Tannhäuser und der Sängerkrieg auf Wartburg inspiriert.
Auf eine reale Begebenheit kann die Sage vom Ritter Waltmann von Sättelstätt zurückgeführt werden. Ein in Sättelstädt ansässiges Adelsgeschlecht trug den Amtstitel Waldmann (von Sättelstädt). Der Sagensammler Ludwig Bechstein sammelte im 19. Jahrhundert eine Vielzahl von Heimatsagen nach dem Vorbild der Gebrüder Grimm.
Seit dem 16. Jahrhundert verlief über den Kamm des Bergrückens die Grenze zwischen den Herzogtümern Sachsen-Gotha und Sachsen-Eisenach, mehrfach trifft man auf Gruppen alter Grenzsteine am Wanderweg. In dieser Zeit gehörten auch die Orte Melborn, Sättelstädt, Hastrungsfeld, Kälberfeld, Schönau an der Hörsel, Ettenhausen an der Nesse und Burla zu Gothaer Ämtern. Die Höfe in Burbach bildeten eine Exklave der kirchbergschen Herrschaft Farnroda.
Am 26. Oktober 1815 kam zum „Gefecht am Hörselberge“ zwischen französischen Truppen, die nach der Völkerschlacht bei Leipzig (vom 16. bis 19. zum Oktober 1813) nach Westen flohen und den sie verfolgenden preußischen Truppen. Nach hohen Verlusten beider Seiten endete das Gefecht mit dem Einbruch der Nacht. Die Franzosen setzten ihre Flucht fort.
Die Hörselberge spielten im Leben der umliegenden Dörfer eine wichtige Rolle. Auf der sogenannten Apothekenwiese fand man Heilkräuter zur Linderung und Verhütung von Krankheiten. Die bis in die 1920er Jahre nahezu waldfreie Hochfläche wurde von Schäfern und Hirten aufgesucht, man betrieb am Nordhang bis in die Hochlagen Ackerbau (Hangterrassen am Kleinen Hörselberg), Obstplantagen und sogar Weinberge bei Wutha und Sättelstädt sind durch Flurnamen belegt. Das Fehlen von Quellen verhinderte wohl eine dauerhafte Besiedlung der Hochfläche. Als solider Baustoff wurde Kalkstein geschätzt, rings um den Berg gab es lokale Steinbrüche. In Wutha befand sich seit dem 19. Jahrhundert ein gewerbliches Kalkwerk in Bahnhofsnähe.
Im 19. Jahrhundert wurde der Berg, auch durch die Sagen und Geschichten von der Venushöhle zum beliebten Ausflugsziel. Der Thüringerwald Verein regte 1880 den Bau eines Vereinshauses auf dem Großen Hörselberg an, das auch als Wirtshaus und Schutzhütte Verwendung finden sollte. Nach der Überwindung organisatorischer und finanzieller Nöte wurde 1887 eine Blockhütte auf dem Gipfel errichtet, die kaum in der Lage war, die an Wochenenden und Feiertagen anströmenden Besuchergruppen zu verpflegen. Die beteiligten Sponsoren willigten nun in den Bau des massiven Hörselberg-Schutzhauses ein, es wurde am 6. Juli 1890 eröffnet. Nach 1915 wurde ein Anbau an der Nordseite und eine separate Blockhütte für 100 Besucher und mehrere Tankzisternen ergänzt. Der Betrieb der Hörselberg-Wirtschaft war bis in die 1930er Jahre ein gewinnbringendes Geschäft.
In der idyllischen Landschaft am Kleinen Hörselberg wurde das Landschulheim Elisabethenhöhe oberhalb von Kahlenberg eröffnet, heute ein Pflegeheim in der Trägerschaft der thüringischen Diakonie.
Die Tannhäuserhöhle wurde etwa 1930 entdeckt und erhielt den Namen vom Bergwirt Otto Erhardt, der damit weitere Besucher anzuziehen hoffte. Man zog auch den Bau einer Seilbahn oder Straßenbahn in Erwägung, um den mühsamen Aufstieg zu erleichtern. Mit den Olympischen Spielen in Berlin kamen viele ausländische Touristen in die Hörselbergregion, da man nach dem Besuch der Berge bequem in Wutha, Schönau oder Mechterstädt-Sättelstädt seine Reise mit der Bahn fortsetzen konnte.
Am 29. Mai 1930 wurden die Hörselberge vom Luftschiff Graf Zeppelin (LZ 127) „besucht“. Zufällig hatten am gleichen Tag auf dem noch waldfreien Gipfel des Großen Hörselberg Thüringer Segelflugschüler mit dem Training und ersten Startversuchen begonnen. Als am 29. Dezember 1930 bei einem missglückten Abflug ein 20-jähriger Eisenacher am Berg über Kälberfeld zerschellte, wurde der Segelflugsport am Hörselberg behördlicherseits untersagt.
In den Jahren 1937 bis 1940 fanden am Südhang der Hörselberge die Bauarbeiten für die Errichtung der Reichsautobahn statt. Ein Wohnlager wurde in Wutha an der Weinbergstraße errichtet, ein Baulager mit Gleisanschluss befand sich am Bahnhof Mechterstädt-Sättelstädt. Da mit dem Bau der Autobahn die Beweidung der südlichen Berghänge eingestellt werden musste, kam es entlang der Trasse zu Aufforstung (überwiegend mit Nadelholz). Zeitgleich wurde auch auf dem Nord- und Osthang Wald aufgeforstet, denn der landwirtschaftliche Anbau rentierte sich nicht mehr. Eine Folge dieser Pflanzaktion war das allmähliche Einwachsen beliebter Aussichtspunkte auf der Nordseite der Berge.
Während des Zweiten Weltkrieges befanden sich entlang der Hörselberge mehrere Luftbeobachtungspunkte. Im Jahr 1944 kam es über dem Großen Hörselberg zu Luftkämpfen, bei denen ein amerikanisches Flugzeug abgeschossen wurde und in der Felswand zerschellte. Mehrfach wurden über dem dünn besiedelten Gebiet Bomben als Notabwürfe zur Detonation gebracht (Bombentrichter oberhalb der Elisabethenhöhe).

## Sehenswertes
Zu den Sehenswürdigkeiten der Hörselberge gehören:
- Hörselberghaus
- Venushöhle und Tannhäuserhöhle
- Jesusbrünnlein (Gottesdienst jeweils am Trinitatissonntag) über dem Zapfengrund (Aufstieg vom Bahnhof Schönau)
- Hörselbergmuseum Schönau
- Kochs Brünnchen (1932 fertiggestellt, mit dem Autobahnbau zurückgebaut)

## Verkehr
Bis Anfang 2010 führte durch die Hörselberge am Südhang ein Abschnitt der Bundesautobahn 4, welcher große Anstiege aufwies, vierspurig und ohne Standstreifen den heutigen Anforderungen nicht mehr entsprach. Der Abschnitt ist mittlerweile stillgelegt, zurückgebaut und durch einen Streckenneubau nördlich des Höhenzuges ersetzt worden, was der gesamten Flora und Fauna zugutekommt.

## Referenzen in der Kultur
2021 veröffentlichte Versengold das Lied Die wilde Jagd, in dem die wilde Jagd vom Hörselberg aus startet.